# Bellmont
Bellmont é uma vila localizada no estado americano de Illinois, no Condado de Wabash.

## Demografia
Segundo o censo americano de 2000, a sua população era de 297 habitantes. 
Em 2006, foi estimada uma população de 291, um decréscimo de 6 (-2.0%).

## Geografia
De acordo com o United States Census Bureau tem uma área de 
0,9 km², dos quais 0,9 km² cobertos por terra e 0,0 km² cobertos por água.

## Localidades na vizinhança
O diagrama seguinte representa as localidades num raio de 16 km ao redor de Bellmont. 